# Nederlandse Spoorwegen
A Nederlandse Spoorwegen, também conhecida pela sigla NS é a principal companhia ferroviária dos Países Baixos. Os seus comboios (português europeu) ou trens (português brasileiro) operam nas linhas da ProRail (companhia estatal de infra-estrutura ferrroviária neerlandesa/holandesa) que se separou da NS em 2003, como parte do processo de liberalização do transporte ferroviário na União Europeia.

## História

### Criação
A NS foi fundada em 1938 quando as duas maiores companhias ferroviárias neerlandesas (Hollandsche IJzeren Spoorweg-Maatschappij–HSM e Maatschappij tot Exploitatie van Staatsspoorwegen-SS) concluíram um processo de fusão, sendo que desde 1917 já trabalhavam de forma conjunta por razões ideológicas e econômicas.
Devido a Primeira Guerra Mundial a situação econômica havia piorado na Europa do período entre-guerras e as companhias ferroviárias aumentavam seus prejuízos. As companhias ferroviárias eram de grande importância, sendo que o governo holandês trabalhava para evitar um processo de falência. Desde o fim do conflito em 1918 as empresas iniciaram, por intermédio do governo, um período de cooperação econômica e técnica, sendo integrada a operação das ferrovias do país, embora as empresas continuassem sendo independentes.  Para apoiar financeiramente as duas empresas a maior parte das suas ações foram compradas pelo governo holandês e em 1938 as HSM e SS sofreram um processo de fusão, criando a empresa Nederlandse Spoorwegen - NS. O governo comprou posteriormente as ações restantes embora nunca tenha nacionalizado a empresa, sendo que a NS sempre foi, e ainda é, uma empresa privada com o governo holandês como único accionista.

## Serviços
A Nederlandse Spoorwegen opera comboios pelo país todo, e também internacionalmente. Os comboios possuem áreas de primeira e segunda classe, sendo a primeira com bilhetes mais caros, poltronas mais largas (nos Intercidades, configuração de assentos 2+1, enquanto a segunda classe tem a configuração 2+2). Além disso, há carruagens (de primeira e segunda classe) denominadas "Stiltezone" (lit. "Zona tranquila"), aonde o silêncio é a regra.
A NS oferece dois tipos de serviço:

### Intercity
Os serviços Intercity que traduzem-se para Intercidades são os serviços que só param em estações maiores e de maior importância. Estes serviços foram introduzidos nos anos 70 para conectar as maiores cidades holandesas. Os serviços Intercity são operados pelos comboios DDZ, VIRM e ICM e têm uma velocidade máxima de 140km/h. Em geral, os serviços intercidades pulam estações menores, fazendo paragem apenas nas estações de maior porte, a não ser quando os serviços Sprinter não servem a linha; nesse caso os serviços intercidades param em todas as estações. Tipicamente os comboios dos serviços Intercidades não tem anúncio automático de próxima paragem, o maquinista faz esta função, informando as transferências possíveis e em quais plataformas. Todos os comboios Intercity contam com casas de banho (português europeu) ou banheiros (português brasileiro). As cores dos comboios IC são a palheta icónica de amarelo e azul.
À excepção dos novos comboios ICNG, que são de um andar, os comboios Intercidades são de dois andares e contam com uma pequena escada para acesso, de forma que não são acessíveis. Assim, enquanto os comboios antigos ainda não são retirados de circulação, usuários com locomoção restrita precisam solicitar ajuda aos funcionários, que colocam uma pequena rampa de acesso para a entrada e saída de usuários cadeirantes.

#### Intercity Direct
Classe especial dos Intercity, os Intercity Direct, são serviços domésticos na linha HSL-Zuid (HSL Sul), entre Amesterdão (estação Amestardam Centraal) e Breda. Estes serviços só param nas estações Schiphol Airport e Rotterdam Centraal. Para além do bilhete, todas as viagens que passem entre Schiphol e Rotterdam precisam de um suplemento (€2,90 nas horas de ponta, €1,74 nas horas normais) para além dos bilhetes normais. Os comboios usados são as locomotivas E 186 TRAXX com carruagens ICR ou as Automotoras modernas ICNG, com velocidades máximas de 160km/h e 200km/h, respectivamente. Os Intercity Direct substituíram os serviços Fyra. 

### Sprinter
Os serviços Sprinter são os serviços locais, regionais ou urbanos, e são usados para tráfico local. Efectuam paragens em todas as estações. Tem este nome devido a sua aceleração e frenagem mais rápida do que os Intercidades. Em algumas linhas, são o único tipo de serviço. 
Os comboios usados são os FLIRT 3 e os CAF Civity SNG, porém os SLTs ainda são usados. A velocidade máxima é de 140km/h.
Ao contrário dos Intercidades, todos os comboios Sprinter são de um andar e acessíveis. Muitos (mas nem todos) são equipados com casas de banho. Além disso, possuem sistema de sonorização com anúncio automático das paragens.
As cores dos Sprinters são o branco, azul e amarelo, mas no futuro, todos os comboios vão receber a mesma pintura "NS Flow" amarela e azul, independentemente de serem Intercity ou Sprinter.